# 정치적 의사선언
정치적 의사선언은 둘 또는 그 이상의 국가가 합치하여 행하는 것으로 합의에 가깝고 조약상 의무의 전 단계에 속한다. 정치적 의사선언의 예로는 1975년 유럽안전보장협력회의의 최종의정서가 있다. 이 의정서는 그 서명국이 UN 및 그 밖의 조약과 국제기구의 회원국으로서 단지 이미 국제법상 구속되는 원칙과 규율을 확인할 뿐이다. 그러나 이러한 것은 국제법적 구속력이 없음에도 불구하고 조약조차도 성취할 수 없는 국제관계의 심도 있는 형성을 가능하게 한다.

## 같이 보기
조약